# Línea 30 (Córdoba)
La Línea 30 es una línea de transporte urbano de pasajeros de la ciudad de Córdoba, Argentina. El servicio está actualmente operado por la empresa Coniferal.
Anteriormente el servicio de la línea 30 era denominada como línea R1 de Tamse desde 2002, hasta que el 1 de marzo de 2014, por la implementación del nuevo sistema de transporte público, TAMSE deja de operar los colectivos y la R1 se fusiona como 30 y es operada por ERSA Urbano, hasta el 30 de septiembre de 2021 Ersa operó los corredores 3 y 8, estos pasaron a manos de TAMSE, en cambio las líneas 30 y 34 pasaron a manos de Coniferal donde actualmente opera.

## Recorrido
Desde barrio Parque Futura a barrio J. Luis de Cabrera.
 Servicio diurno.
IDA: Universidad Católica de Córdoba - rotonda Armada Argentina - 1.er ingreso a la derecha por calle Bonaire -  Aruba – Barlovento – Guanasacate – Masaya – Av. Curazao – Av. Renault Argentina – Fernando J. M. Casado – Lago Argentino – Av. Armada Argentina – Av. Vélez Sarsfield – Richardson – Belgrano – Av. Marcelo T. de Alvear – Belgrano – Tucumán – Humberto Primo – Jujuy – Puente Antártida – Gral. Lavalleja – Bedoya – Gral. Justo José de Urquiza – José Baigorri – Gral. Lavalleja – Unquillo – Mariano Fragueiro hasta Sabino O´Donell
REGRESO: (Inicio Vuelta Redonda) De Marino Fragueiro y Sabino O´Donell – por esta – A la Derecha 5 Cuadras – Gira a Izquierda – Calle Pública - Miguel de Mojica -Mariano Fragueiro - Costado del Colegio a la derecha- M. Gordon -  O'donell hasta Fragueiro (Fin de Vuelta Redonda) – Mariano Fragueiro – Gral. Bustos – Av. Roque Sáenz Peña – Puente Centenario – Av. Gral. Paz – Av. Vélez Sarsfield – Av. Armada Argentina – Lago Argentino – Fernando J. M. Casado – Av. Renault Argentina – Av. Curazao – Masaya – Guanasacate – Bonaire  - Colectora a la izquierda - Sotavento – Armada Argentina - Rotonda - Ingreso a Universidad Católica de Córdoba.